# Esther Acebo
Esther Acebo (19 stycznia 1983 r. w Madrycie) – hiszpańska aktorka, prezenterka i reporterka.

## Życiorys
Studiowała aktywność fizyczną i nauki o sporcie na Uniwersytecie w Kastylii-La Manchy i równocześnie uczyła się aktorstwa. Po raz pierwszy miała okazję prowadzić dziecięcy program Kosmi Club. Następnie rozpoczęła pracę jako prezenterka w programie Non Stop People. Była reporterką kanału COSMO.
Zadebiutowała aktorsko w 2010 roku, gdy zagrała w serialu Madrid DF.
W 2017 roku zaczęła grać w serialu Dom z papieru, gdzie wcieliła się w Monikę Gaztambide, jedną z głównych postaci.

## Filmografia[4]
- Madrid DF (serial, 2010) jako Irene
- Los encantados (2016) jako Amnesia Carrasco
- Dom z papieru (La casa de papel, 2017–2020) jako Mónica Gaztambide / Stockholm
- Antes de perder (serial, 2019) jako Diana